# Saline County, Missouri
Saline County är ett administrativt område i delstaten Missouri, USA, med 23 370 invånare. Den administrativa huvudorten (county seat) är Marshall.

## Geografi
Enligt United States Census Bureau har countyt en total area på 1 980 km². 1 957 km² av den arean är land och 23 km² är vatten.

### Angränsande countyn
- Carroll County - nordväst
- Chariton County - nordost
- Howard County - öst
- Cooper County - sydost
- Pettis County - söder
- Lafayette County - väst

### Orter
- Marshall (huvudort)
- Miami
- Sweet Springs